# IC 1146
IC 1146 ist eine Galaxie vom Hubble-Typ S im Sternbild Drache, die schätzungsweise 361 Millionen Lichtjahre von der Milchstraße entfernt ist.
Das Objekt wurde am 2. August 1888 von Lewis Swift entdeckt.